# رابطة (صوفية)
الرابطة الصوفية هي ألفة وثيقة بين المريد والشيخ مع لزوم الأوراد والأدب مع الواردات وفق منهاج التصوف الإسلامي عند أهل السنة والجماعة · .

## التأصيل الشرعي
تنطلق الرابطة الصوفية من القرآن والسنة في تقعيدها للعلاقة التربوية بين الشيخ والمريد.
ولعل المحبة من أهم عناصر هذه الرابطة، مصداقا لقول الله -سبحانه وتعالى-:
﴿قُلْ إِنْ كُنْتُمْ تُحِبُّونَ اللَّهَ فَاتَّبِعُونِي يُحْبِبْكُمُ اللَّهُ وَيَغْفِرْ لَكُمْ ذُنُوبَكُمْ وَاللَّهُ غَفُورٌ رَحِيمٌ ۝٣١﴾ (سورة آل عمران)
كما أن الأسوة من أهم عناصر هذه الرابطة، مصداقا لقول الله -سبحانه وتعالى-:
﴿لَقَدْ كَانَ لَكُمْ فِي رَسُولِ اللَّهِ أُسْوَةٌ حَسَنَةٌ لِمَنْ كَانَ يَرْجُو اللَّهَ وَالْيَوْمَ الْآخِرَ وَذَكَرَ اللَّهَ كَثِيرًا ۝٢١﴾ (سورة الأحزاب)

## مهام الرابطة
ليست الرابطة الصوفية مجرد محبة واقتداء بل هي متلازمة مع مباشرة أوراد الطاعات وأدب استقبال الورادات، وذلك انطلاقا من قول الله -سبحانه وتعالى-:
﴿هُوَ الَّذِي بَعَثَ فِي الْأُمِّيِّينَ رَسُولًا مِنْهُمْ يَتْلُو عَلَيْهِمْ آيَاتِهِ وَيُزَكِّيهِمْ وَيُعَلِّمُهُمُ الْكِتَابَ وَالْحِكْمَةَ وَإِنْ كَانُوا مِنْ قَبْلُ لَفِي ضَلَالٍ مُبِينٍ ۝٢﴾ (سورة الجمعة)
وأصالة هذه الرابطة تنطلق من عناصر هذه الآية الكريمة، وهي:
1. الاعتراف بنقص المريد.
2. الثقة في كفاءة الشيخ.
3. تلاوة القرآن.
4. تزكية النفس.
5. تعليم الكتاب.
6. تعليم الحكمة.
7. طلب الهداية.
8. الندم على فوات الأزمان والأعمال.[10]

وقد تم تأكيد هذه العناصر مجددا في قول الله -سبحانه وتعالى-:
﴿كَمَا أَرْسَلْنَا فِيكُمْ رَسُولًا مِنْكُمْ يَتْلُو عَلَيْكُمْ آيَاتِنَا وَيُزَكِّيكُمْ وَيُعَلِّمُكُمُ الْكِتَابَ وَالْحِكْمَةَ وَيُعَلِّمُكُمْ مَا لَمْ تَكُونُوا تَعْلَمُونَ ۝١٥١﴾ (سورة البقرة)

## التعليم والتزكية
التراتبية بين التعليم والتزكية من أهم خصائص هذه الرابطة المتأسية بمهام الرسول محمد -صلى الله عليه وسلم-، مصداقا لقول الله -سبحانه وتعالى-:
﴿رَبَّنَا وَابْعَثْ فِيهِمْ رَسُولًا مِنْهُمْ يَتْلُو عَلَيْهِمْ آيَاتِكَ وَيُعَلِّمُهُمُ الْكِتَابَ وَالْحِكْمَةَ وَيُزَكِّيهِمْ إِنَّكَ أَنْتَ الْعَزِيزُ الْحَكِيمُ ۝١٢٩﴾ (سورة البقرة)